# Melba-Toast

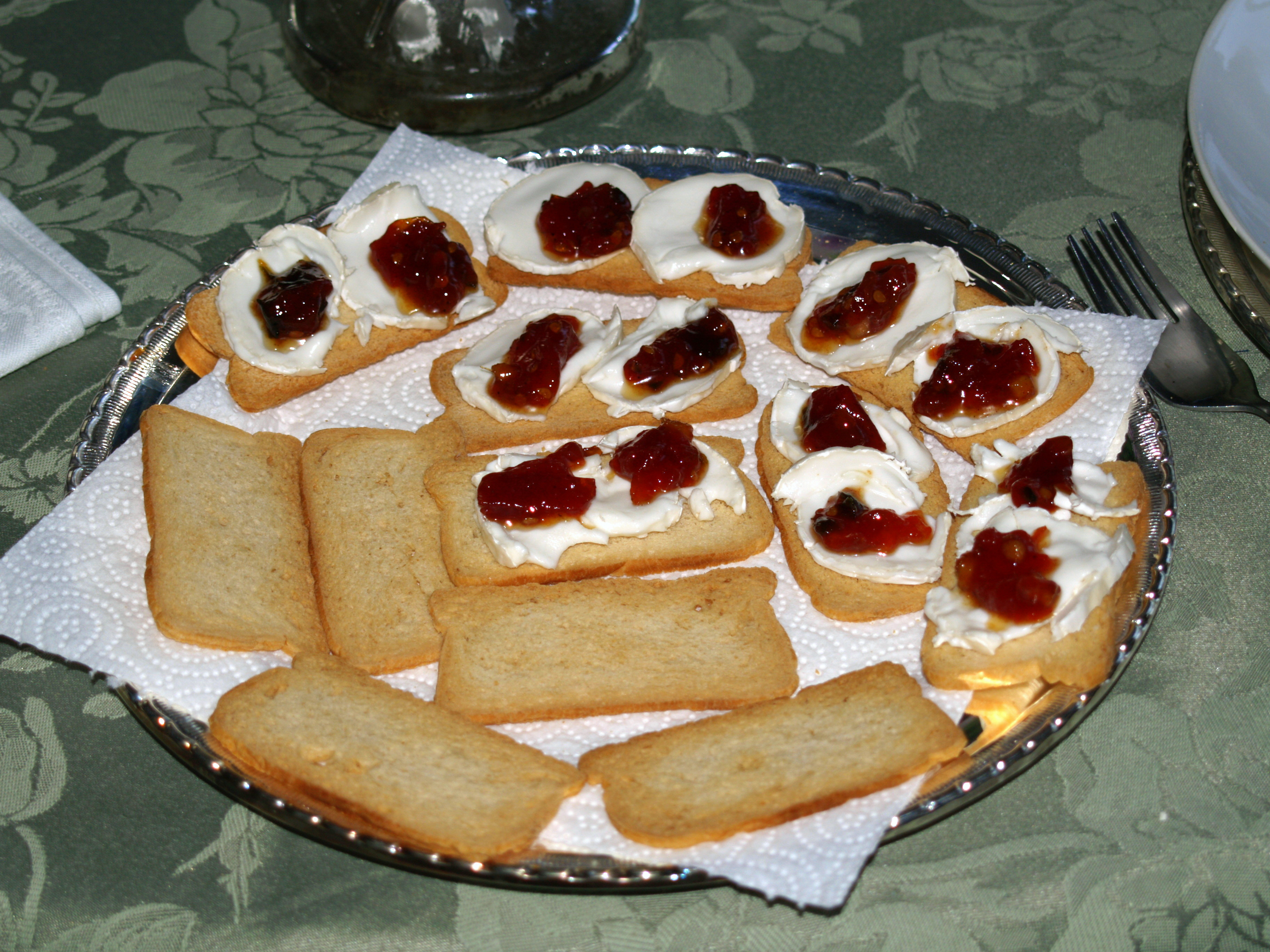
Melba-Toast mit Ziegenkäse und Tomatenmarmelade belegt

Melba-Toast (auch Toast Melba) ist eine sehr trockene, knusprige und dünn geschnittene Toastsorte, die zu Suppen und Salaten serviert wird oder entweder mit geschmolzenem Käse gekrönt oder als Pâté verarbeitet wird.

## Geschichte
Der Melba-Toast ist benannt nach der australischen Opernsängerin Nellie Melba (1861–1931). Es wird angenommen, dass der Begriff aus dem Jahr 1897 stammt, als die Sängerin schwer erkrankt und der Melba-Toast ein Bestandteil ihrer Diät war. Der Toast wurde – wie auch Pfirsich Melba – von dem Koch Auguste Escoffier (1846–1935) kreiert, einem Bewunderer Nellie Melbas. Den Namen prägte wahrscheinlich der Hotelier César Ritz (1850–1918) während einer Unterhaltung mit Escoffier.

## Herstellung
Melba-Toast wird hergestellt, indem man Brotscheiben auf herkömmliche Art und Weise leicht röstet; sobald die Außenseite des Toasts leicht fest ist, wird er aus dem Toaster entnommen und mit einem Brotmesser der Länge nach zerteilt, so dass zwei dünnere Scheiben entstehen. Diese beiden Scheiben werden erneut getoastet.